# Cmentarz ewangelicko-augsburski w Bełchatowie
Cmentarz ewangelicko-augsburski w Bełchatowie – nieczynny cmentarz luterański w Bełchatowie, położony pomiędzy ul. Kątną i Piaskową. Do roku 1945 pozostawał pod nadzorem nieistniejącej już Parafii Ewangelicko-Augsburskiej w Bełchatowie. Został utworzony najprawdopodobniej w pierwszej połowie XIX wieku. Do końca drugiej wojny światowej dokonywano na nim pochówku ewangelików z Bełchatowa i okolicznych miejscowości. Na cmentarzu spoczywają, m.in. były burmistrz Bełchatowa Albert Hellwig (zm. 1939) oraz pastorzy bełchatowskiej parafii: Gustav Ludwig Schwarz (zm. 1865), Edward Adolf Fiedler (zm. 1903) i Ernst Daniel Behse (zm. 1923). W czasie pierwszej wojny światowej pochowano na nim także żołnierzy niemieckich, austro-węgierskich i rosyjskich. Dziś cmentarz jest zaniedbany. Ostało się na nim jedynie kilka niemożliwych do zidentyfikowania nagrobków.